# 敏感景天
敏感景天（学名：Sedum paracelatum）为景天科景天属的植物，为中国的特有植物。分布于中国大陆的四川等地，生长于海拔3,600米至4,200米的地区，多生长在阳坡草地上，目前尚未由人工引种栽培。